# Visivánka

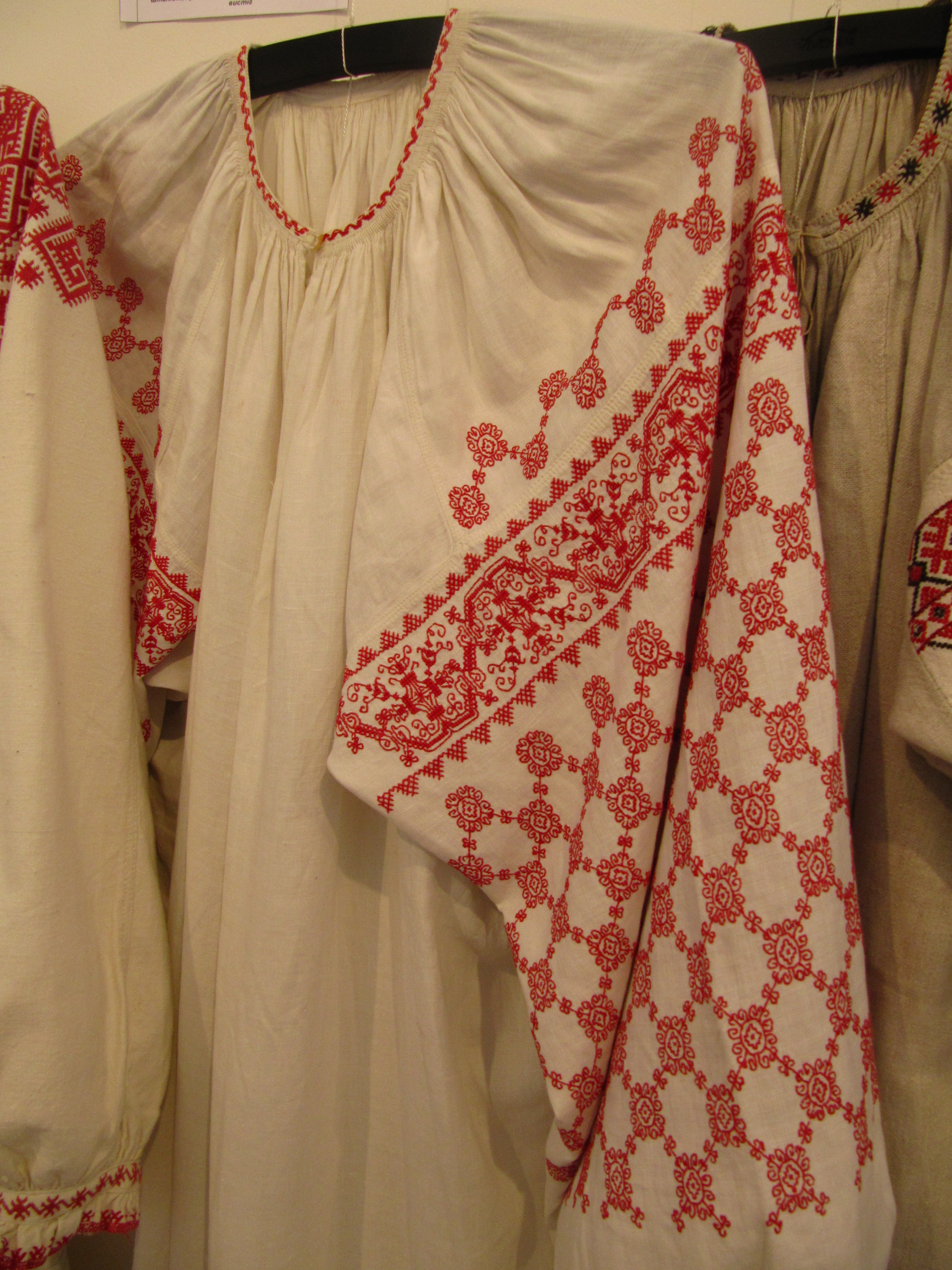

A visivánka hímzett keleti szláv ing, melyet népviseletként és ünnepi öltözékként is hordanak. Elsősorban Ukrajnában elterjedt, ahol a nemzeti identitásnak is része. A ruhadarab Belaruszban és Lengyelország ruszinok lakta vidékein is ismert. Férfi és női változata létezik. A hímzett motívumok régiók szerint változnak. Napjainkban már nem csak ingen, hanem más ruhadarabokon, pl. szoknyán, kabáton is feltűnnek a visivánka motívumai. Korábban visita szorocska vagy visivana szorocska (hímzett ing) néven volt ismert, ez később egyszerűsödött a visivánka névre.

## Kapcsolódó szócikk
- Vaszil Visivanij